# وزیر کشور بریتانیا
وزیر کشور یکی از مناصب کبیر دولت در دولت بریتانیا است و در راس وزارت کشور بریتانیا قرار دارد.
وزیر کشور مسئول امور داخلی، مهاجرت و شهروندی برای بریتانیا است. اداره امور داخلی همچنین شامل نظارت پلیس در انگلستان و ولز و مسائل امنیت ملی است، زیرا سرویس امنیتی (MI5) به‌طور مستقیم به وزیر امور داخلی پاسخگو است. قبلاً وزیر کشور وزیر رسیدگی به زندان‌ها و پرونده‌ها در انگلستان و ولز بود؛ با این حال در سال ۲۰۰۷ این مسئولیت‌ها به وزارت دادگستری تازه ایجاد شده تحت مجلس لندن منتقل شدند. وزیر کشور به عنوان یکی از مقامات عالی‌رتبه و به‌طور گسترده به عنوان یکی از معتبرترین و مهمترین منصب‌ها در هیئت دولت بریتانیا شناخته می‌شود.